# 麗莎·漢尼根
麗莎·瑪格莉特·漢尼根（英語：Lisa Margaret Hannigan，1981年2月12日—），愛爾蘭歌手、詞曲創作者，擅長多種樂器演奏。
漢尼根的音樂作品在家鄉愛爾蘭頗受讚譽，近來更有往美國延伸之勢。她尤其以與知名創作歌手戴米恩·萊斯的合作最為人所知，後來也著墨於自己的音樂事業，並於2008年發行首張個人專輯《Sea Sew》，其中主打單曲〈Lille〉獲得包括水星音樂獎在內多項音樂獎的提名。除了同輩音樂家的支持外，漢尼根的作品也得到英國音樂家裘斯·荷蘭、美國電視節目主持人傑·雷諾和史提芬·荷伯等名人的背書。
她曾和雪警合唱團主唱蓋瑞·萊特博迪合作，在電視影集《實習醫生》發表歌曲〈Some Surprise〉。另外，漢尼根也參與幫助樂施會等慈善機構。她也投身公平貿易廣告活動，擔任巧克力包裝封面人像。
漢尼根的音樂合作夥伴包括凱西·戴維、麥克·克里斯多夫、密克·弗蘭諾雷、大衛·基特，以及雪警合唱團、The Frames、Bell X1的部分成員。她已多次在格拉斯頓伯里當代表演藝術節登台演出。
曾擔任steven universe中的[blue diamond]的配音員

## 外部連結
- 官方网站
- 麗莎·漢尼根在Allmusic上的頁面
- 麗莎·漢尼根的Discogs页面 （英文）
- 麗莎·漢尼根在互联网电影资料库（IMDb）上的資料（英文）